# Burgkirchen am Wald
Burgkirchen am Wald ist ein Gemeindeteil des Marktes Tüßling im oberbayerischen Landkreis Altötting.

## Lage
Das Pfarrdorf liegt in der Gemarkung Unterburgkirchen am südostbayerischen Jakobsweg unmittelbar südöstlich von Tüßling auf der anderen Seite der Bahnstrecke Tüßling–Burghausen und des Pfarrerbaches auf einem Hügel.

## Geschichte

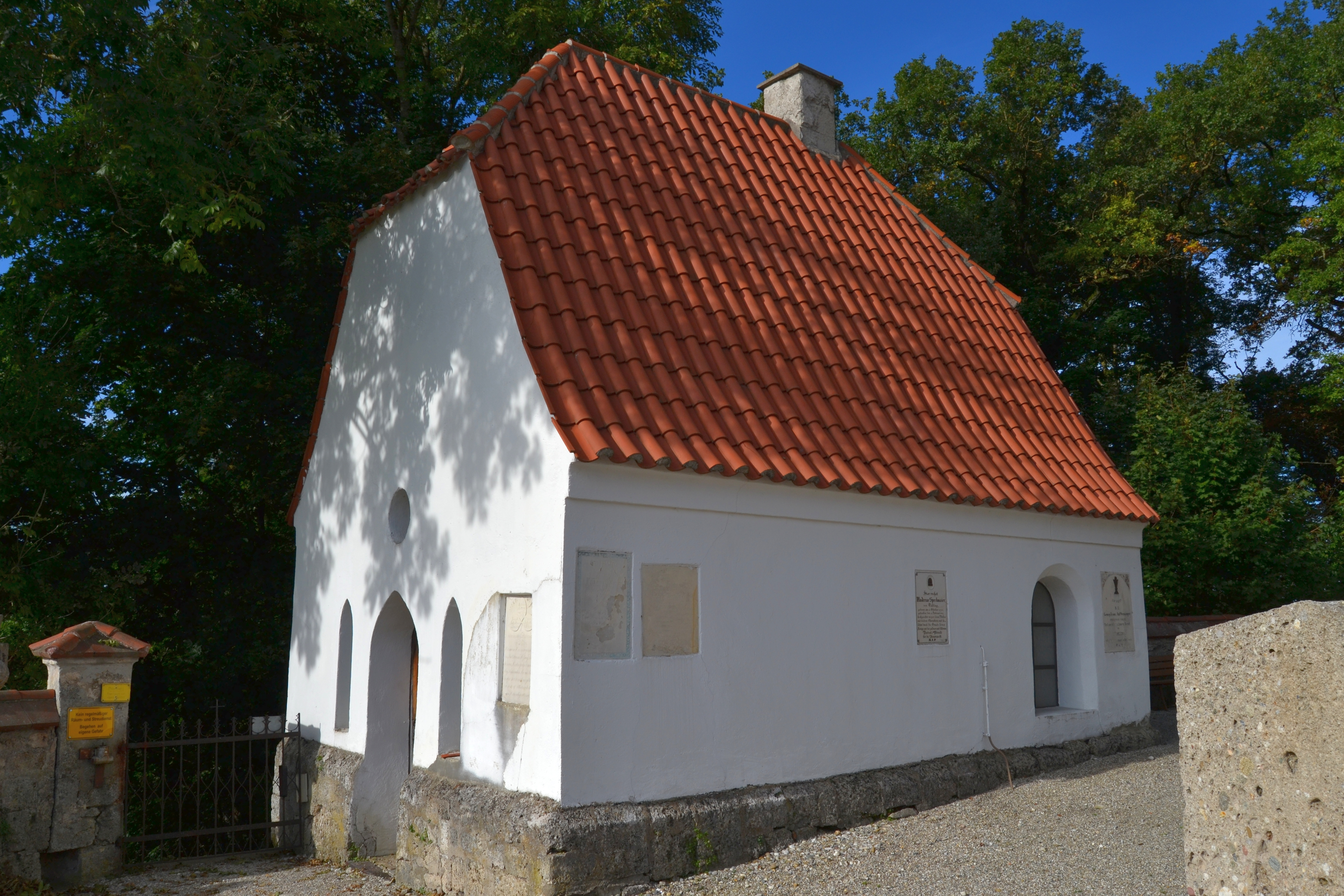
Karner

Erstmals urkundlich erwähnt wurde „Purch“ 788, den Namen Burgkirchen trägt der Ort seit 1130. Anstelle der namengebenden Burg wurde eine Kirche erbaut, und zur Zeit Herzog Arnulfs des Bösen (907–937) war Burgkirchen bereits Pfarrort. 1231 wurde die Pfarrei Burgkirchen dem Kollegiatstift Altötting zugewiesen, von dem sie bis zur Säkularisation in Bayern betreut wurde. 1810 erfolgte die Loslösung von Altötting, 1822 kam sie zum Bistum Passau. Die Gemeinde Unterburgkirchen wurde im Zuge der Gebietsreform in Bayern im Oktober 1971 aufgelöst und in den Markt Tüßling eingegliedert.

## Kirche
Die Pfarrkirche St. Rupertus überragt den Ort Burgkirchen und ist in der Gegend weithin sichtbar. Das spätgotische Bauwerk aus dem zweiten Viertel des 15. Jahrhunderts hat einen hohen, vorspringenden Westturm. Mittelalterliche Teile sind ein Portal mit romanischen Türbeschlägen und ein romanisches Taufbecken im Turmuntergeschoss sowie ein gotisches Wandfresko im Chor. Die Ausstattung ist barock. Der Kreuzweg stammt aus dem Jahr 1749. Südlich der Kirche schließt der Friedhof an. Der ehemalige Karner aus dem 15. Jahrhundert liegt im Norden der Kirche.

## Persönlichkeiten
- Sebastian Staudhamer (1857–1945), katholischer Geistlicher, Kirchenmaler und Kunsthistoriker
- Josef Kammhuber (1896–1986), ab 1941 General der Nachtjagd, von 1957 bis 1962 Inspekteur der Luftwaffe